# Kościół Świętej Trójcy w Dzierżoniowie
Kościół pw. Świętej Trójcy – rzymskokatolicki kościół filialny należący do parafii Maryi Matki Kościoła w Dzierżoniowie.

## Historia
Jest to stara kaplica cmentarna, zbudowana zapewne w 1265 roku, połączona z Bramą Świdnicką tworząc człon obronnego systemu miasta. Świątynia została częściowo przebudowana w 1598 roku, a kolejnych przebudów dokonano w latach 1851-1853 (po pożarze dachu w 1834 roku). Świątynia jest niewielką budowlą o ciekawej, zróżnicowanej sylwetce, złożonej z ośmiokątnego muru z podporami i kwadratowej wieży. Obok świątyni jest umieszczona figura św. Jana Nepomucena z 1733 roku.

## Przypisy

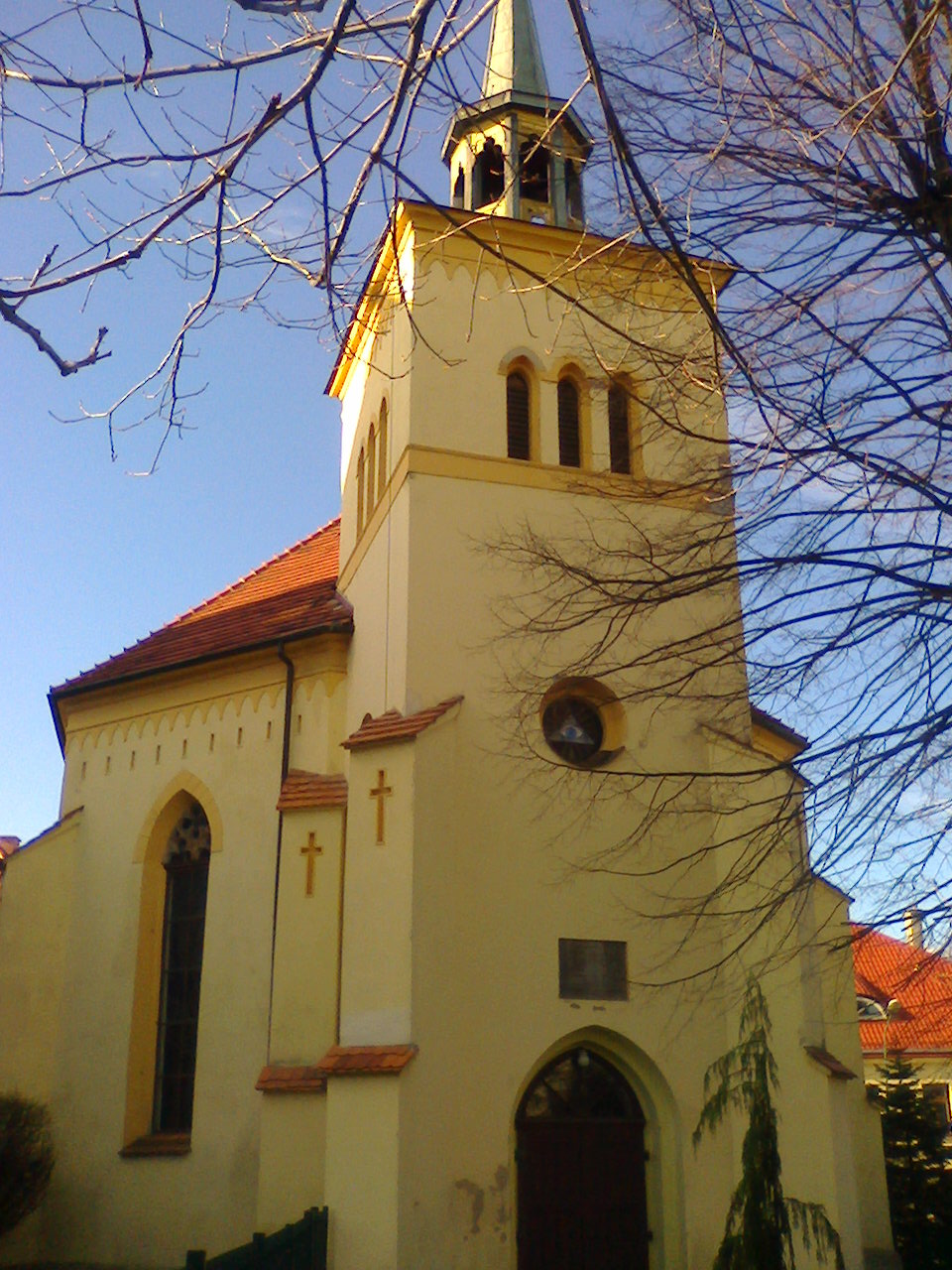
Kościół Świętej Trójcy
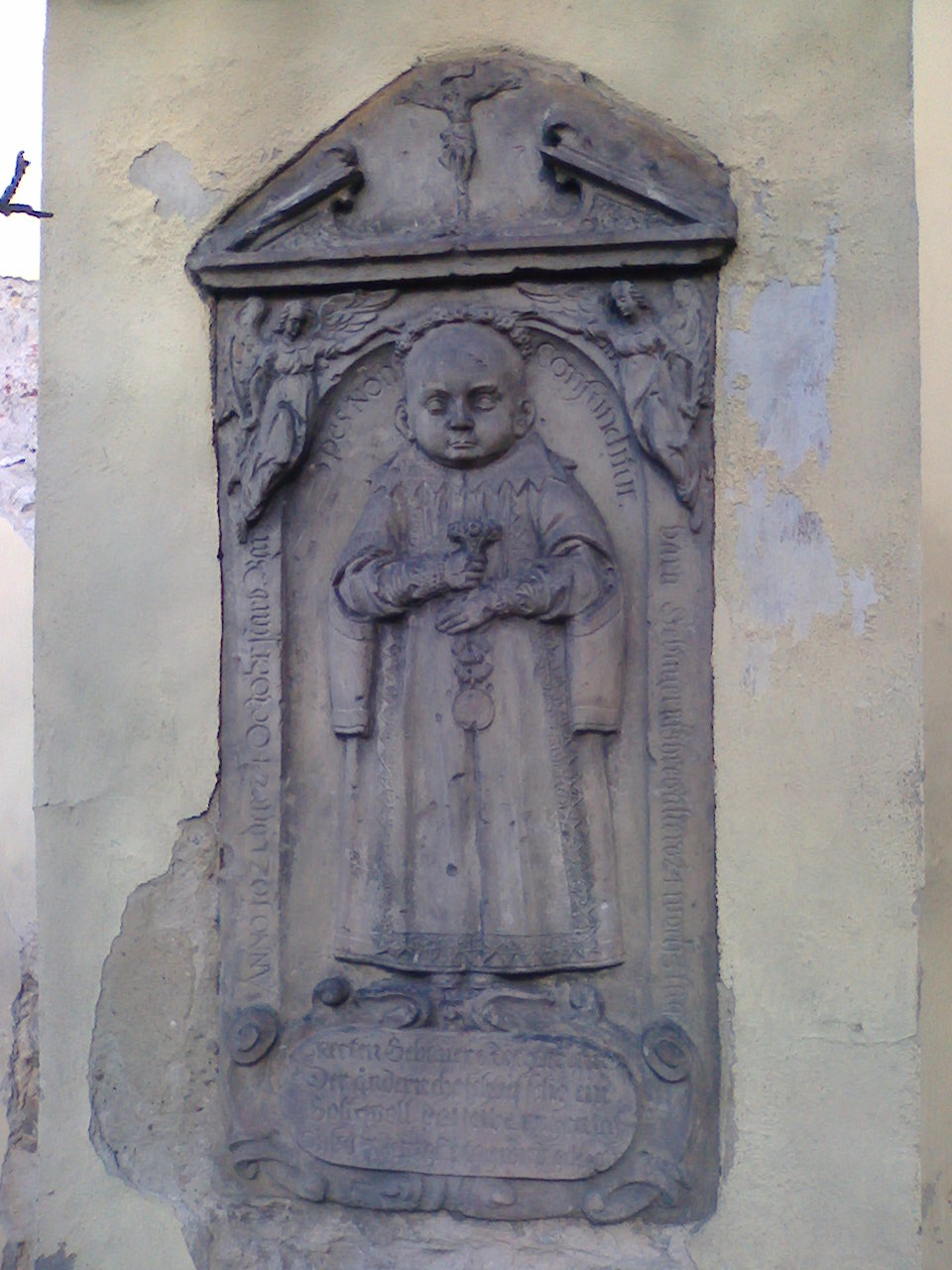
Płyta na ścianie kościoła